# Verbandsgemeinde Pirmasens-Land
Die Verbandsgemeinde Pirmasens-Land ist eine Gebietskörperschaft im Landkreis Südwestpfalz in Rheinland-Pfalz. Der Verbandsgemeinde gehören zehn eigenständige Ortsgemeinden an, der Verwaltungssitz ist im ehemaligen Bezirksamtsgebäude in der kreisfreien Stadt Pirmasens.
Die größte Ortsgemeinde in der Verbandsgemeinde ist Lemberg (Pfalz).

## Verbandsangehörige Gemeinden
| Ortsgemeinde                    | Fläche (km²) | Einwohner |
| ------------------------------- | ------------ | --------- |
| Bottenbach                      | 6,15         | 731       |
| Eppenbrunn                      | 34,02        | 1.296     |
| Hilst                           | 3,38         | 315       |
| Kröppen                         | 10,50        | 670       |
| Lemberg                         | 58,19        | 3.698     |
| Obersimten                      | 2,26         | 622       |
| Ruppertsweiler                  | 4,78         | 1.501     |
| Schweix                         | 3,73         | 280       |
| Trulben                         | 7,36         | 1.129     |
| Vinningen                       | 12,65        | 1.685     |
| Verbandsgemeinde Pirmasens-Land | 143,03       | 11.927    |

(Einwohner am 31. Dezember 2023)

## Geschichte
Die Verbandsgemeinde Pirmasens-Land wurde 1972, so wie alle Verbandsgemeinden im damaligen Regierungsbezirk Rheinhessen-Pfalz, auf der Grundlage des „Dreizehnten Landesgesetzes über die Verwaltungsvereinfachung im Lande Rheinland-Pfalz“ neu gebildet. Bis dahin bestanden die aus der Pfalz (Bayern) (1816–1946) stammenden Verwaltungsstrukturen.

## Bevölkerungsentwicklung
Die Entwicklung der Einwohnerzahl bezogen auf das Gebiet der heutigen Verbandsgemeinde Pirmasens-Land; die Werte von 1871 bis 1987 beruhen auf Volkszählungen:
| Jahr | Einwohner |
| 1815 | 4.590     |
| 1835 | 6.452     |
| 1871 | 6.318     |
| 1905 | 8.431     |
| 1939 | 9.478     |
| 1950 | 8.790     |

| Jahr | Einwohner |
| 1961 | 10.043    |
| 1970 | 11.521    |
| 1987 | 12.356    |
| 1997 | 13.488    |
| 2005 | 13.143    |
| 2023 | 11.927    |

## Politik

### Verbandsgemeinderat
Der Verbandsgemeinderat Pirmasens-Land besteht aus 28 ehrenamtlichen Ratsmitgliedern, die bei der Kommunalwahl am 9. Juni 2024 in einer personalisierten Verhältniswahl gewählt wurden, und der hauptamtlichen Bürgermeisterin als Vorsitzender.
Die Sitzverteilung im Verbandsgemeinderat:
| Wahl | SPD | CDU | AfD | FDP | FWG | Gesamt   |
| ---- | --- | --- | --- | --- | --- | -------- |
| 2024 | 8   | 10  | 5   | 1   | 4   | 28 Sitze |
| 2019 | 10  | 10  | –   | 1   | 7   | 28 Sitze |
| 2014 | 10  | 11  | –   | –   | 7   | 28 Sitze |
| 2009 | 11  | 11  | –   | –   | 6   | 28 Sitze |
| 2004 | 10  | 13  | –   | –   | 5   | 28 Sitze |

- FWG = Freie Wählergemeinschaft Pirmasens-Land e. V.

### Bürgermeister
Klaus Weber (CDU) wurde am 29. April 2022 Bürgermeister der Verbandsgemeinde Pirmasens-Land. Bei der Direktwahl am 27. März 2022, die wegen der angekündigten Amtsniederlegung der bisherigen Bürgermeisterin notwendig wurde, konnte keiner der drei Bewerber eine ausreichende Mehrheit erreichen. Daher kam es am 10. April 2022 zu einer Stichwahl zwischen Klaus Weber (CDU; 42,81 % im ersten Wahlgang) und Harald Hatzfeld (SPD; 37,49 %), bei der sich Klaus Weber mit einem Stimmenanteil von 54,42 % durchsetzen konnte.
Frühere Bürgermeister: Der spätere Pirmasenser Oberbürgermeister Bernhard Matheis (CDU) wurde 1994 zum Bürgermeister der Verbandsgemeinde gewählt. Dessen Nachfolger wurde 1999 nach dem Wechsel von Matheis zum Bürgermeister der Stadt Pirmasens Roland Haag (FWG), der Anfang 2000 in einer Wahl bestätigt wurde. Nach der Wahl vom 4. November 2007 wurde Silvia Seebach (CDU) Bürgermeisterin der Verbandsgemeinde. Sie wurde am 15. März 2008 in ihrem Amt vereidigt. Silvia Seebach war damit die erste Bürgermeisterin einer Verbandsgemeinde im Landkreis Südwestpfalz. Bei der Wahl am 22. November 2015 wurde sie mit einem Stimmenanteil von 83,59 % ohne Gegenkandidat für weitere acht Jahre in ihrem Amt bestätigt. Im November 2021 kündigte sie jedoch an, Ende April 2022 vorzeitig ihren Ruhestand anzutreten.

### Wappen
Die Wappenbeschreibung lautet: „In achtfach von Silber und Rot geteiltem Schildbord in Blau ein neunmal von Silber und Rot geteilter Löwe, in seinen Pranken einen goldenen Schild mit drei roten Sparren haltend.“
Das Wappen wurde 1978 von der Bezirksregierung Neustadt genehmigt und verweist mit den Sparren der Grafen von Hanau-Lichtenberg und dem hessischen Löwen auf die historischen Herrschaftsverhältnisse.